# Sergey Muradyan
Sergey Muradyan (in armeno Սերգեյ Մուրադյան?, in russo Сергей Лерникович Мурадян?, Sergej Lernikovič Muradjan; San Pietroburgo, 27 agosto 2004) è un calciatore russo naturalizzato armeno, difensore del Noah e della nazionale armena.

## Carriera

### Club
Ha iniziato a giocare a calcio nella Dinamo San Pietroburgo, per poi passare allo Zenit San Pietroburgo nel 2019. Il 17 marzo 2023 ha rescisso consensualmente il contratto con il club russo, ed il giorno successivo ha firmato un contratto triennale con il Noah, club della prima divisione armena. Ha debuttato con la nuova maglia il 27 febbraio nell'incontro di Bardsragujn chumb vinto 1-0 contro il BKMA Erevan.
Nella stagione 2024-2025 fa il suo esordio nelle competizioni UEFA per club giocando 12 partite (6 nei turni preliminari e 6 nella fase campionato della competizione) in Conference League.

### Nazionale
Ha giocato con le nazionali giovanili armene Under-15, Under-18, Under-19 ed Under-21.
Ha debuttato con la nazionale maggiore armena il 26 marzo 2024 nell'amichevole persa 2-1 contro la Repubblica Ceca.

## Statistiche

### Presenze e reti nei club
Statistiche aggiornate al 21 marzo 2025.
| Stagione        | Squadra         | Campionato      | Campionato | Campionato | Coppe nazionali | Coppe nazionali | Coppe nazionali | Coppe continentali | Coppe continentali | Coppe continentali | Altre coppe | Altre coppe | Altre coppe | Totale | Totale | Totale |
| Stagione        | Squadra         | Comp            | Pres       | Reti       | Comp            | Pres            | Reti            | Comp               | Pres               | Reti               | Comp        | Pres        | Reti        | Pres   | Reti   |        |
| --------------- | --------------- | --------------- | ---------- | ---------- | --------------- | --------------- | --------------- | ------------------ | ------------------ | ------------------ | ----------- | ----------- | ----------- | ------ | ------ | ------ |
| gen.-giu.2023   | Noah            | BC              | 14         | 0          | CA              | 0               | 0               | -                  | -                  | -                  | -           | -           | -           | 14     | 0      |        |
| 2023-2024       | Noah            | BC              | 24         | 0          | CA              | 1               | 0               | -                  | -                  | -                  | -           | -           | -           | 25     | 0      |        |
| 2024-2025       | Noah            | BC              | 18         | 1          | CA              | 2               | 0               | UECL               | 12                 | 0                  | -           | -           | -           | 32     | 1      |        |
| Totale carriera | Totale carriera | Totale carriera | 56         | 1          |                 | 3               | -               |                    | 12                 | 0                  |             | -           | -           | 71     | 1      |        |

### Cronologia presenze e reti in nazionale
| Cronologia completa delle presenze e delle reti in nazionale ― Armenia | Cronologia completa delle presenze e delle reti in nazionale ― Armenia | Cronologia completa delle presenze e delle reti in nazionale ― Armenia | Cronologia completa delle presenze e delle reti in nazionale ― Armenia | Cronologia completa delle presenze e delle reti in nazionale ― Armenia | Cronologia completa delle presenze e delle reti in nazionale ― Armenia | Cronologia completa delle presenze e delle reti in nazionale ― Armenia | Cronologia completa delle presenze e delle reti in nazionale ― Armenia |
| Data                                                                   | Città                                                                  | In casa                                                                | Risultato                                                              | Ospiti                                                                 | Competizione                                                           | Reti                                                                   | Note                                                                   |
| ---------------------------------------------------------------------- | ---------------------------------------------------------------------- | ---------------------------------------------------------------------- | ---------------------------------------------------------------------- | ---------------------------------------------------------------------- | ---------------------------------------------------------------------- | ---------------------------------------------------------------------- | ---------------------------------------------------------------------- |
| 26-3-2024                                                              | Praga                                                                  | Rep. Ceca                                                              | 2 – 1                                                                  | Armenia                                                                | Amichevole                                                             | -                                                                      | 90’                                                                    |
| 7-6-2024                                                               | Erevan                                                                 | Armenia                                                                | 2 – 1                                                                  | Kazakistan                                                             | Amichevole                                                             | -                                                                      |                                                                        |
| 7-9-2024                                                               | Erevan                                                                 | Armenia                                                                | 4 – 1                                                                  | Lettonia                                                               | UEFA Nations League 2024-2025 - 1º turno                               | -                                                                      | 76’                                                                    |
| 10-10-2024                                                             | Tórshavn                                                               | Fær Øer                                                                | 2 – 2                                                                  | Armenia                                                                | UEFA Nations League 2024-2025 - 1º turno                               | -                                                                      | 87’                                                                    |
| 13-10-2024                                                             | Erevan                                                                 | Armenia                                                                | 0 – 2                                                                  | Macedonia del Nord                                                     | UEFA Nations League 2024-2025 - 1º turno                               | -                                                                      | 80’                                                                    |
| 17-11-2024                                                             | Riga                                                                   | Lettonia                                                               | 1 – 2                                                                  | Armenia                                                                | UEFA Nations League 2024-2025 - 1º turno                               | -                                                                      |                                                                        |
| 20-3-2025                                                              | Erevan                                                                 | Armenia                                                                | 0 – 3                                                                  | Georgia                                                                | UEFA Nations League 2024-2025 - Play-off                               | -                                                                      | 80’                                                                    |
| 23-3-2025                                                              | Tbilisi                                                                | Georgia                                                                | 6 – 1                                                                  | Armenia                                                                | UEFA Nations League 2024-2025 - Play-off                               | -                                                                      | 39’ 43’                                                                |
| Totale                                                                 |                                                                        | Presenze                                                               | 8                                                                      |                                                                        | Reti                                                                   | 0                                                                      |                                                                        |

## Palmarès

### Club

#### Competizioni nazionali
- Campionato armeno: 1

Noah: 2024-2025
- Coppa d'Armenia: 1

Noah: 2024-2025